# Кармен Монтехо
Мария Тереса Санчес Гонсалес (на испански: María Teresa Sánchez González), по-известна като Кармен Монтехо (на испански: Carmen Montejo), е кубинско-мексиканска актриса.

## Биография и кариера

### Кино
Започва актьорската си кариера в съвсем млада възраст в програма по кубинското радио. Докато живее в родината си, е известна в театъра заради къдриците си, подобни на тези на американската актриса Шърли Темпъл, като Муниека Санчес (Куклата Санчес). На 9-годишна възраст решава да се посвети на актьорската професия, след като прочита биографията на актрисата Сара Бернар. През 1939 г. започва в учи драматично изкуство в Хаванския университет под ръководството на Лудвиг Шайович. След като завършва обучението си, родителите ѝ ѝ предлагат пътуване до Съединените щати. Тя обаче избира да посети Мексико за два месеца.
Тереса пристига в Юкатан, придружена от майка си и по-големия си брат на 12 декември 1942 г. След това тя пътува до мексиканската столица, където се опитва да пробие в радиото, като твърди, че „ще бъде известна и призната кубинска звезда“. Предприемчивият ѝ характер ѝ позволява бързо да намери място, като веднага се присъединява към актьорския състав на теленовелата Дневникът на Сусана Галван. Малко след като тя се явява на прослушване на продуцентската компания Класа Филмс, Хилберто Мартинес Соларес проявява интерес към нея, но без успех. Тогава Тереса разбира, че Лупита Товар ще участва в игралния филм Възкресение (1943), и решава да говори с нея и да накара продуцентите да ѝ дадат малка роля, за да може най-накрая да направи своя филмов дебют. По-късно режисьорът Чано Уруета ѝ дава по-важен образ във филма Не убивай (1943).
Нейната филмова кариера бързо достига признание благодарение на филмите, в които участва през 40-те години: Пътят на котките (1944), Между братя (1945), На половин светлина (1947), Ние, бедните (1948), Тайна между жените (1949) и С падането на вечерта (1949), за която е номинирана за награда „Ариел“ в категория „най-добра актриса“.
През 50-те години участва във филмите: В дланта ти (1951), Жени без утрешен ден (1951), Какво ти е дала тази жена? (1951), Не забравяйте да живеете (1953), Любовна измама (1955), Тунел 6 (1955) и Вампирът (1957).
От 1960 до 2000 г. кариерата ѝ на филмова актриса значително се забавя и участва от време на време във филми със средно признание, за разлика от предходните две десетилетия. Някои от филмите, в които участва, са: Млади хора (1961), Последният участък (1964), Перверзна кукла (1969), Защо се родих жена? (1970), Доня Макабра (1971), Лудите девици (1972), Истинското призвание на Магдалена (1972), Коронацията (1976), Децата на Санчес (1978), Къщата, която гори през нощта (1985) и Между следобеда и нощта (2000). Последният филм, в който участва, е Лицата на луната от 2002 г., но това не е роля, която актрисата намира за подходяща по собствените ѝ думи: „В този момент те не знаеха как да се възползват от мен, бих могла да направя филм, който да остави отпечатък върху този етап от живота ми“.

### Театър
Наред с успешната си филмова кариера, Кармен гради също толкова или дори по-успешна театрална кариера. Онова общуване между публика и актьор, което само театърът може да осигури, става негова страст. През 1946 г. тя дебютира в мексиканския театър с постановката Домът на Бернарда Алба от Федерико Гарсия Лорка, режисирана от Рикардо Мондрагон, с участието на Вирхиния Фабрегас, и представена в Двореца на изящните изкуства. В този аспект от кариерата си тя работи с известни режисьори като Хавие Рохас в пиесата Кой се страхува от Вирджиния Улф?; в постановката Ефектите на гама лъчите върху невена, за която е номинирана за най-добра театрална актриса. Други представления, в които участва и жънат успех, са Бедната синя брада, Жестикулаторът, Мария Стюарт, Гарваните са в траур, Аз майка, аз дъщеря и Монолози за вагината.
Кармен Монтехо има изяви и като театрален режисьор. Режисира пиесите Жени, жени, Господин Президент, Очарователни врагове и Три високи жени и като сценарист на Наклеветени жени, чиято премиера е през 1955 г. в зала „Шопен“ с участието Андреа Палма, Тана Лин, Анита Бланч и самата Кармен, режисирана от Хавие Рохас. В деня на премиерата си, представлението е забранено в град Мексико, тъй като се смята за напълно неморално и възхваляващо лесбийството. Едва след успешната премиера в Пуебла, е представено в столицата.
През 2005 г. Дворецът на изящните изкуства отдава почит на актрсата по повод 80-ия ѝ юбилей. На това събитие Даниел Лейва, тогавашният заместник-директор на Националния институт за изящни изкуства и литература, и тогавашният президент на Общото дружество на писателите от Мексико, Виктор Уго Раскон Банда, похвалват артистичната кариера на Кармен Монтехо.
На 24 януари 2008 г. театър „Тепеяк“, разположен на булевард „Пътят на Гуадалупе“ в град Мексико, променя името си на „Тепеяк Кармен Монтехо“ в знак на почит към актрисата. Любопитен факт е, че това е вторият път, когато мексикански театър променя името си в чест на актриса, като първият път е през 1970 г. в чест на Мария Тереса Монтоя.

### Телевизия
Телевизионният дебют на Кармен Монтехо е през 60-те години на миналия век, като се превръща в еталон за мексиканските теленовели, телевизионен формат, с който тя завършва кариерата си на актриса. Сред най-известните заглавия с нейно участие са: Любовна измама (1961), Мумиите от Гуанхуато (1962), Доня Макабра (1963), Тайната на изповедта (1965), където си партнира с Роберто Каниедо, Ектор Гомес и Беатрис Шеридан, тези теленовели са продуцирани от Ернесто Алонсо, Откраднат разговор (1967), Портретът на Дориан Грей (1969), Конституцията (1970), където си партнира с редица водещи мексикански актьори – Мария Феликс, Хорхе Лават, Беатрис Шеридан, Карлос Брачо, Мария Рубио, Мигел Мансано, Серхио Бустаманте, Серхио Хименес и Ернесто Гомес Крус, Противоположни светове (1976), Проклятието (1983-1984), Хуана Ирис (1985), в която споделя сцени с Виктория Руфо, Свърталище на вълци (1986), Все още те обичам (1996-1997), режисирана от Мигел Корсега и Моника Мигел и продуцирана от Карла Естрада, Серафим (1999), Приятели завинаги (2000), Приключения във времето (2001), Любов без грим (2007), продуцирани от Роси Окампо. Последната теленовела, в която участва, е В името на любовта (2008-2009), режисирана от Карина Дупрес и продуцирана от Карлос Морено Лагийо.

### Личен живот
Кармен Монтехо се омъжва за Мануел Гонсалес Ортега, много по-възрастен от нея, с когото има дъщеря, Мария Монтехо, която също е актриса. Внукът им Радамес де Хесус също е актьор. Трите поколения работят заедно в теленовелата Вълшебна младост (1992). Кармен Монтехо овдовява на 25-годишна възраст и никога не се омъжва повторно.
На 25 февруари 2013 г. Монтехо умира на 87-годишна възраст поради сърдечна недостатъчност в мексиканската столица.

## Награди и номинации
- Награди „Ариел“

| Година | Категория                           | Филм                  | Резултат   |
| ------ | ----------------------------------- | --------------------- | ---------- |
| 2005   | „Златен Ариел“                      | Цялостно творчество   | Печели     |
| 1955   | Най-добра актриса в поддържаща роля | Скандалната           | Номинирана |
| 1953   | Най-добра актриса в поддържаща роля | Сестра Радост         | Номинирана |
| 1952   | Най-добра актриса в поддържаща роля | Жени без утрешен ден  | Печели     |
| 1950   | Най-добра актриса                   | С падането на вечерта | Номинирана |

- Награди Ти Ви и Новелас

| Година | Категория               | Теленовела          | Резултат   |
| ------ | ----------------------- | ------------------- | ---------- |
| 2012   | Най-добра първа актриса | Цялостно творчество | Печели     |
| 2001   | Най-добра първа актриса | Приятели завинаги   | Номинирана |
| 1998   | Най-добра първа актриса | Все още те обичам   | Номинирана |
| 1987   | Най-добра първа актриса | Свърталище на вълци | Номинирана |

- Награда „Арлекин“ (1999) за цялостно творчество в киното, телевизията и театъра.[7]